# 竹内成和
竹内 成和（たけうち しげかず、1953年〈昭和28年〉10月11日 - ）は、日本の実業家。H.U.グループホールディングス株式会社代表執行役社長兼グループCEO。大阪府出身。

## 経歴
関西外国語大学外国語学部英米語学科を卒業後、1976年にCBS・ソニーに入社。営業畑を歩み、1988年には企画推進室課長として上場プロジェクトに携わる。
1997年にソニー・ミュージックアーティスツに出向し、代表取締役社長に就任。2000年にソニー・ミュージックエンタテインメント（初代法人）に戻り、経営企画グループ本部長を経てコーポレイト・エグゼクティブに就任。2002年にSME・ビジュアルワークス（現・アニプレックス）に出向し、代表取締役執行役員社長に就任。2006年にソニー・ピクチャーズ エンタテインメント代表取締役会長に就任。
2009年にエイベックス・グループ・ホールディングス（現・エイベックス）に入社し、上席執行役員 グループ管理本部本部長に就任。2010年に代表取締役CFOに就任し、子会社の統廃合などの企業組織再編に取り組んだ。
その後、みらかホールディングス（現・H.U.グループホールディングス）社外取締役の伊藤良二に声を掛けられ、2016年に同社に入社。代表執行役副社長を経て代表執行役社長兼グループCEOに就任。

## 履歴

### 学歴・職歴
- 1976年（昭和51年）3月 - 関西外国語大学外国語学部英米語学科卒業。
- 1976年（昭和51年）4月 - 株式会社シービーエス・ソニー入社[5]。
- 1993年（平成5年）1月 - 株式会社ソニー・ミュージックエンタテインメント（初代法人）経営企画本部証券業務室室長[5]。
- 1994年（平成6年）1月 - 株式会社ソニー・ミュージックエンタテインメント（初代法人）営業本部販売推進部部長[5]。
- 1995年（平成7年）1月 - 株式会社ソニー・ミュージックエンタテインメント（初代法人）営業本部企画部部長[5]。
- 1996年（平成8年）1月 - 株式会社ソニー・ミュージックエンタテインメント（初代法人）営業本部副本部長[5]。
- 1996年（平成8年）7月 - 株式会社ソニー・ミュージックエンタテインメント（初代法人）営業本部本部長[5]。
- 1997年（平成9年）2月 - 株式会社ソニー・ミュージックアーティスツ出向 代表取締役社長[5]。
- 2000年（平成12年）2月 - 株式会社ソニー・ミュージックエンタテインメント（初代法人）総合企画グループ本部長[6]。
- 2000年（平成12年）7月 - 株式会社ソニー・ミュージックエンタテインメント（初代法人）経営企画グループ本部長[7]。
- 2000年（平成12年）12月 - 株式会社ソニー・ミュージックエンタテインメント（初代法人）コーポレイト・エグゼクティブ[8][9]。
- 2001年（平成13年）2月 - 株式会社ソニー・クリエイティブプロダクツ非常勤取締役[10]。
- 2001年（平成13年）2月 - 株式会社ソニー・マガジンズ非常勤取締役[10]。
- 2001年（平成13年）2月 - 株式会社ソニー・ミュージックコミュニケーションズ（現・株式会社ソニー・ミュージックソリューションズ）非常勤取締役[10]。
- 2001年（平成13年）2月 - 株式会社ソニーシーピーラボラトリーズ非常勤取締役[10]。
- 2001年（平成13年）2月 - 株式会社グローバル・ライツ非常勤取締役[10]。
- 2001年（平成13年）2月 - 株式会社エスエムイー・シネクエスト非常勤取締役[10]。
- 2001年（平成13年）10月 - 株式会社ソニー・ミュージックディストリビューション（現・株式会社ソニー・ミュージックマーケティングユナイテッド）設立 非常勤取締役[11]。
- 2001年（平成13年）10月 - 株式会社ソニー・ミュージックマニュファクチュアリング設立 非常勤取締役[11]。
- 2002年（平成14年）10月 - 株式会社エスエムイー・ビジュアルワークス（現・株式会社アニプレックス）出向 代表取締役執行役員社長[12]。
- 2003年（平成15年）5月 - 社団法人日本映像ソフト協会（現・一般社団法人日本映像ソフト協会）理事。
- 2005年（平成17年）5月 - 株式会社A-1 Pictures設立 代表取締役執行役員社長[13]。
- 2006年（平成18年）4月 - 株式会社番町製作所（現・株式会社Quatro A）設立 代表取締役執行役員社長[14]。
- 2006年（平成18年）6月 - 株式会社ソニー・ピクチャーズ エンタテインメント代表取締役会長[15]。
- 2007年（平成19年）6月 - 株式会社ソニー・放送メディア取締役会長。
- 2009年（平成21年）10月 - エイベックス・グループ・ホールディングス株式会社（現・エイベックス株式会社）入社 上席執行役員 グループ管理本部本部長[16]。
- 2010年（平成22年）3月 - エイベックス・マーケティング株式会社（現・エイベックス・エンタテインメント株式会社）非常勤取締役[17]。
- 2010年（平成22年）4月 - エイベックス・グループ・ホールディングス株式会社（現・エイベックス株式会社）上席執行役員CFO 総務人事本部､経営戦略本部管掌兼コンプライアンス委員長兼経営情報管理本部長兼経理部統括部長[18][19]。
- 2010年（平成22年）4月 - エイベックス・マーケティング株式会社（現・エイベックス・エンタテインメント株式会社）代表取締役副会長[17]。
- 2010年（平成22年）4月 - エイベックス・エンタテインメント株式会社（現・エイベックス・デジタル株式会社）非常勤取締役[17]。
- 2010年（平成22年）4月 - エイベックス・マネジメント株式会社非常勤取締役[17]。
- 2010年（平成22年）4月 - エイベックス・ライヴ・クリエイティヴ株式会社非常勤取締役[20]。
- 2010年（平成22年）4月 - エイベックス・プランニング&デベロップメント株式会社非常勤取締役[20]。
- 2010年（平成22年）4月 - エイベックス・ミュージック・パブリッシング株式会社非常勤取締役[5]。
- 2010年（平成22年）4月 - Avex International Holdings Ltd.非常勤取締役[21]。
- 2010年（平成22年）5月 - エイベックス・グループ・ホールディングス株式会社（現・エイベックス株式会社）上席執行役員CFO 総務人事本部､経営戦略本部管掌兼コンプライアンス委員長兼経営情報管理本部本部長[22]。
- 2010年（平成22年）6月 - エイベックス・グループ・ホールディングス株式会社（現・エイベックス株式会社）代表取締役CFO 総務人事本部､経営戦略本部管掌兼コンプライアンス委員長兼経営情報管理本部本部長[5]。
- 2010年（平成22年）11月 - エイベックス・グループ・ホールディングス株式会社（現・エイベックス株式会社）代表取締役CFO 総務人事本部､経営戦略本部、BPR推進室管掌兼コンプライアンス委員長兼経営情報管理本部本部長[23]。
- 2011年（平成23年）5月 - エイベックス・グループ・ホールディングス株式会社（現・エイベックス株式会社）代表取締役CFO 総務人事本部､経営戦略本部、BPR推進室、NBP推進室管掌兼コンプライアンス委員長兼経営情報管理本部本部長[24]。
- 2011年（平成23年）5月 - エイベックス・エンタテインメント株式会社（現・エイベックス・デジタル株式会社）取締役 映像事業本部アニメ制作部管掌[25]。
- 2011年（平成23年）7月 - エイベックス・マーケティング株式会社（現・エイベックス・エンタテインメント株式会社）代表取締役副会長 映像マーケティング本部管掌[26]。
- 2011年（平成23年）10月 - エイベックス・クラシック・インターナショナル株式会社設立 非常勤取締役[27][28]。
- 2012年（平成24年）1月 - エイベックス・マーケティング株式会社（現・エイベックス・エンタテインメント株式会社）代表取締役会長[29]。
- 2012年（平成24年）1月 - エイベックス・ライヴ・クリエイティヴ株式会社代表取締役社長[29]。
- 2012年（平成24年）6月 - エイベックス・ライヴ・クリエイティヴ株式会社取締役 編成管理本部管掌[30]。
- 2012年（平成24年）8月 - エイベックス通信放送株式会社非常勤取締役[31]。
- 2012年（平成24年）9月 - エイベックス・エンタテインメント株式会社（現・エイベックス・デジタル株式会社）取締役 映像制作本部管掌兼デジタルコンテンツ本部アドバイザリールームアドバイザー[32]。
- 2012年（平成24年）10月 - 株式会社UULA非常勤取締役[33]。
- 2013年（平成25年）7月 - エイベックス・グループ・ホールディングス株式会社（現・エイベックス株式会社）代表取締役CFO 総務人事本部､経営戦略本部管掌兼リスク管理担当兼コンプライアンス委員長兼経営情報管理本部本部長[34]。
- 2013年（平成25年）7月 - Avex International Holdings Singapore Pte Ltd.非常勤取締役[35]。
- 2013年（平成25年）10月 - エイベックス・グループ・ホールディングス株式会社（現・エイベックス株式会社）代表取締役CFO 総務人事本部､経営戦略本部、国際事業支援室管掌兼リスク管理担当兼コンプライアンス委員長兼経営情報管理本部本部長[36]。
- 2013年（平成25年）10月 - エイベックス・エンタテインメント株式会社（現・エイベックス・デジタル株式会社）取締役 映像制作本部、映像事業管理部管掌[36]。
- 2013年（平成25年）10月 - エイベックス・ヴァンガード株式会社設立 非常勤取締役[37][38]。
- 2013年（平成25年）10月 - 株式会社ETスクウェア非常勤取締役[39]。
- 2014年（平成26年）4月 - エイベックス・ピクチャーズ株式会社設立 代表取締役社長[40][41]。
- 2014年（平成26年）4月 - エイベックス・エンタテインメント株式会社（現・エイベックス・デジタル株式会社）非常勤取締役[42]。
- 2014年（平成26年）7月 - エイベックス・グループ・ホールディングス株式会社（現・エイベックス株式会社）代表取締役CFO 総務人事本部､法務契約本部、経営企画本部、経営情報管理本部、国際事業支援室管掌兼リスク管理担当兼コンプライアンス委員長[43]。
- 2014年（平成26年）7月 - エイベックス・デジタル株式会社専務取締役[44]。
- 2014年（平成26年）7月 - エイベックス・ミュージック・クリエイティヴ株式会社（現・エイベックス・エンタテインメント株式会社）取締役 管理本部管掌[44]。
- 2014年（平成26年）8月 - エイベックス・グループ・ホールディングス株式会社（現・エイベックス株式会社）代表取締役CFO 総務人事本部､法務契約本部、経営企画本部、経営情報管理本部、国際事業支援室、グループ事業推進室管掌兼リスク管理担当兼コンプライアンス委員長[45]。
- 2015年（平成27年）1月 - 株式会社アニメタイムズ社設立 取締役会長[46]。
- 2015年（平成27年）6月 - 一般社団法人日本動画協会監事[47]。
- 2015年（平成27年）8月 - エイベックス・グループ・ホールディングス株式会社（現・エイベックス株式会社）代表取締役CFO 総務人事本部､法務契約本部、経営企画本部、経営情報管理本部、グループ事業推進室管掌兼リスク管理担当兼コンプライアンス委員長[48]。
- 2016年（平成28年）6月 - エイベックス・グループ・ホールディングス株式会社（現・エイベックス株式会社）退職[49]。
- 2016年（平成28年）6月 - みらかホールディングス株式会社（現・H.U.グループホールディングス株式会社）入社 取締役兼代表執行役副社長[50][51]。
- 2016年（平成28年）6月 - 富士レビオ株式会社非常勤取締役（現任）[51]。
- 2016年（平成28年）10月 - みらかホールディングス株式会社（現・H.U.グループホールディングス株式会社）取締役兼代表執行役社長兼グループCEO（現任）[52]。
- 2016年（平成28年）10月 - 株式会社エスアールエル非常勤取締役（現任）[52]。
- 2017年（平成29年）4月 - 富士レビオ・ホールディングス株式会社設立 非常勤取締役（現任）[53]。
- 2020年（令和2年）9月 - H.U.フロンティア株式会社設立 非常勤取締役（現任）[54]。

## 現職
- H.U.グループホールディングス株式会社取締役兼代表執行役社長兼グループCEO[55]
- H.U.フロンティア株式会社非常勤取締役[56]
- 富士レビオ・ホールディングス株式会社非常勤取締役
- 富士レビオ株式会社非常勤取締役[57]
- 株式会社エスアールエル非常勤取締役[58]

## 出演

### テレビ
- 日経モーニングプラスFT（2020年10月9日、BSテレ東）[59]